# Коламбас Гроув (Охајо)
Коламбас Гроув (енгл. Columbus Grove) град је у америчкој савезној држави Охајо.

## Демографија
По попису из 2010. године број становника је 2.137, што је 63 (-2,9%) становника мање него 2000. године.
| Група             | 2000.         | 2010.         |
| Белци             | 2.099 (95,4%) | 1.968 (92,1%) |
| Афроамериканци    | 0 (0,0%)      | 18 (0,8%)     |
| Азијати           | 1 (0,0%)      | 5 (0,2%)      |
| Хиспаноамериканци | 82 (3,7%)     | 103 (4,8%)    |
| Укупно            | 2.200         | 2.137         |